# M'Clintock Channel
M'Clintock Channel är ett sund i Kanada.   Det ligger i territoriet Nunavut, i den norra delen av landet, 3 300 km nordväst om huvudstaden Ottawa.